# Obojna
Obojna (do 2004 r. Obojnia) – wieś w Polsce położona w województwie podkarpackim, w powiecie stalowowolskim, w gminie Zaleszany.
| SIMC    | Nazwa   | Rodzaj    |
| ------- | ------- | --------- |
| 0810957 | Dąbrowa | część wsi |
| 0810963 | Dołek   | część wsi |
| 0810970 | Pasieka | część wsi |
| 0810986 | Rybówka | część wsi |
| 0810992 | Smuga   | część wsi |
| 0811000 | Ugor    | część wsi |
| 0811017 | Zagórze | część wsi |
| 0811023 | Zaosie  | część wsi |

W latach 1975–1998 miejscowość administracyjnie należała do województwa tarnobrzeskiego.
1 stycznia 2004 r. rozporządzeniem Ministra Spraw Wewnętrznych i Administracji zmieniono nazwę miejscowości Obojnia na Obojna.